# Saelices de Mayorga
Saelices de Mayorga és un municipi de la província de Valladolid a la comunitat autònoma espanyola de Castella i Lleó. 

## Festes i tradicions
- Fan processó en honor de la Verge del Carme el 16 de juliol.
- Fins a l'ermita de Ntra. Sra. Del Campablo van en romeria el mes de maig.
- L'1 d'agost celebren les cadenes de Sant Pere.

Amb algun conjunt de jotes castellanes que amenitza les festes.

## Demografia
| 1991 | 1996 | 2001 | 2004 |
| ---- | ---- | ---- | ---- |
| 226  | 208  | 192  | 179  |